# Calendario holoceno

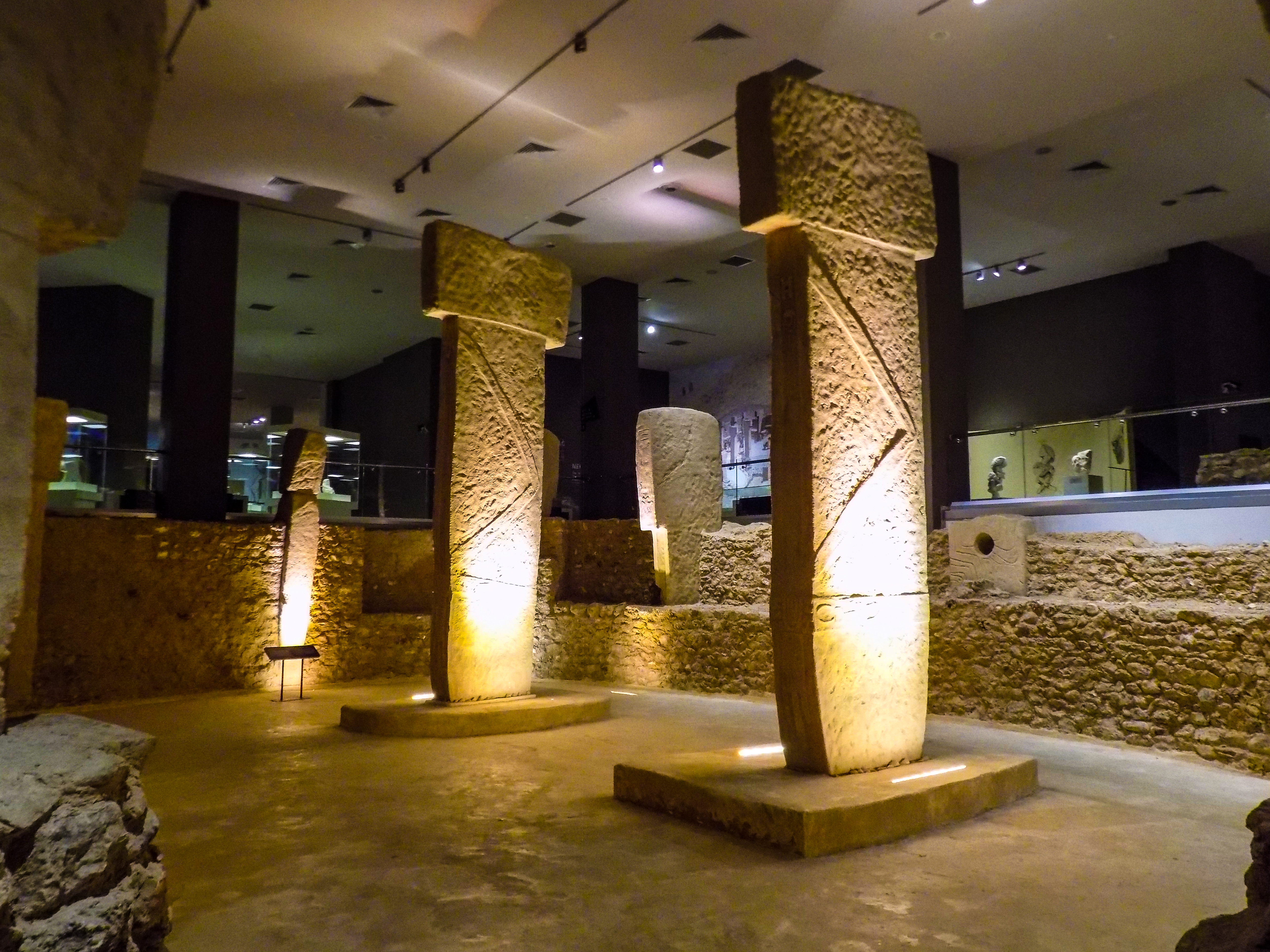
La construcción del Göbekli Tepe es uno de los hitos de la revolución neolítica, momento de inicio del calendario holoceno.

El calendario holoceno es una reforma al calendario gregoriano propuesta por el geólogo italiano Cesare Emiliani (1922-1995). Según el mismo, propone el comienzo de la «era humana» en el 10000 a. C., un número redondo que facilitará los cálculos, y que coincide aproximadamente con la revolución neolítica y el comienzo de la época geológica Holoceno (que comenzó hace unos 11 700 años). Emiliani no mencionó al Holoceno en su propuesta, sin embargo, con posterioridad a su publicación, se ha usado el término incorrecto «era holocena» para referirse a este sistema de cómputo de fechas.[cita requerida]
Este sistema elimina la cuenta invertida de años que existe en el calendario gregoriano antes de nuestra era, desligar el calendario del nacimiento de Jesucristo (supuestamente en el 4 a. C.) y suprimir los problemas de cálculo derivados de no existir el año 0 en el calendario gregoriano.
Por consiguiente, a la fecha actual debemos agregarle diez mil años para obtener la fecha correspondiente en el calendario holoceno. Por ejemplo, el año 2025 sería el año 12025 de la era holocena (10 000 + 2025 = 12025) y la fundación de Roma en el 753 a. C. sería el 9248 EH (10 001–753 = 9248).

## Motivación
Algunos de los problemas del calendario gregoriano, que actualmente sirve como el calendario mundialmente aceptado, incluyen:
- Inconsistencia en los cálculos históricos: La falta de un año cero introduce inconsistencias en los cálculos históricos. Por ejemplo, el lapso entre el año 1 a. C. y el año 1 d. C. no es un período de un año, sino de dos años. Esto puede causar confusiones en eventos históricos y en la interpretación de fechas.
- Dificultad en la representación de intervalos de tiempo: La ausencia de un año cero complica la representación de intervalos de tiempo que abarcan antes y después de la era común. Por ejemplo, el intervalo entre el año 2 a. C. y el año 2 d. C. no puede representarse fácilmente como un intervalo de cuatro años, sino que debe tratarse como dos intervalos separados: uno de tres años antes de Cristo y otro de tres años después de Cristo.
- Problemas en los cálculos científicos y astronómicos: En campos como la astronomía y la ciencia, donde se realizan cálculos precisos sobre intervalos de tiempo largos, la ausencia de un año cero puede dificultar los cálculos y la interpretación de datos.
- Dificultades en la programación informática y sistemas digitales: En sistemas informáticos y de programación, la ausencia de un año cero puede causar problemas en el manejo de fechas y cálculos de tiempo, ya que muchos sistemas digitales están diseñados para contar los años desde cero. Esto puede conducir a errores en el software y en la representación de fechas.
- El calendario gregoriano se basa en el año 1 d. C., considerado el año en que se estima que nació Jesús de Nazaret. Este enfoque histórico-religioso, especialmente el uso de términos como «antes de Cristo», «después de Cristo» y «Anno Domini», puede no ser relevante para personas que no practican el cristianismo.

## Críticas
Esta modificación al calendario ha sido criticada por algunos autores, arguyendo que sigue basándose en la fecha del nacimiento de Cristo y que transmite una falsa precisión del comienzo del Holoceno. Según la Unión Internacional de Ciencias Geológicas, el Holoceno comienza en el 9701 a. C., que es 300 años después del comienzo del calendario holoceno. Esto significaría técnicamente que todos los años en el calendario del holoceno están 300 años por delante.

## El Holoceno en la ciencia: una época geológica
El Holoceno no es una era geológica, es una serie y época geológica formalmente definidas desde 2008 por la Unión Internacional de Ciencias Geológicas, a través de la Comisión Internacional de Estratigrafía, únicos responsables de la escala temporal geológica internacional de referencia. El inicio del Holoceno se estableció coincidiendo con el cambio climático correspondiente al fin del episodio frío conocido como Dryas Reciente, posterior a la última glaciación, está justificado físicamente mediante una sección estratotipo y punto de límite global (GSSP) en un testigo de hielo de un sondeo en Groenlandia, y comprende los últimos 11 784 años, tomando el año 2000 como base de referencia cronológica.

## Ejemplos de fechas
| Año gregoriano          | Año holoceno | Evento |
| ----------------------- | ------------ | --- |
| 10001 a. C.             | 0            | Fecha de inicio del calendario holoceno |
| 6000 a. C.              | 4000         | Comienzo de la Edad de los Metales[cita requerida] |
| 3150 a. C.              | 6860         | Surgimiento de la civilización del Antiguo Egipto[cita requerida] |
| 3000 a. C.              | 7000         | Los sumerios crean en la baja Mesopotamia un conjunto de ciudades-Estado: Uruk, Lagash, Kish, Uma, Ur, Eridu y Ea[cita requerida]                                                                                            |
| 2550 a. C.              | 7450         | Inicio de la construcción de la Gran Pirámide de Guiza[cita requerida] |
| 1813 a. C.              | 8188         | Según la mitología hebrea nace Abraham, figura central en las tres «religiones del libro» (el judaísmo, el cristianismo y el islamismo)                                                                                      |
| 1700 a. C.              | 8300         | Redacción del Código de Hammurabi |
| 1700 a. C               | 8300         | Se extinguen los mamuts[cita requerida] |
| 1200 a. C.              | 8700         | Colapso del civilización micénica y comienzo de la Edad Oscura en la historia griega, según las fuentes comienza la Antigua Grecia[cita requerida]                                                                           |
| 1194 a. C.              | 8807         | Año aproximado del comienzo de la mítica Guerra de Troya |
| 800 a. C.               | 9200         | Año aproximado del nacimiento del escritor helenístico Homero |
| 753 a C.                | 9248         | Fundación de la ciudad de Roma por Rómulo y Remo |
| 569 a. C.               | 9432         | Nacimiento del matemático Pitágoras |
| 563 a. C.               | 9438         | Nace Buda, un asceta, meditante, eremita y sabio en cuyas enseñanzas se fundó el budismo |
| 510 a. C.               | 9491         | Surge la democracia en Atenas[cita requerida] |
| 399 a. C.               | 9602         | Asesinato del filósofo Sócrates, considerado padre de la filosofía. Fue maestro de Platón, quien tuvo a Aristóteles como discípulo, siendo estos tres los representantes fundamentales de la filosofía de la Antigua Grecia. |
| 387 a. C.               | 9614         | El famoso filósofo Platón funda la Academia en Atenas |
| 356 a. C.               | 9645         | Nacimiento del rey y militar Alejandro Magno |
| 285 a. C.               | 9716         | Año aproximado de la fundación de la Biblioteca de Alejandría |
| 226 a. C.               | 9775         | El Coloso de Rodas, considerado una de las maravillas del mundo antiguo, es destruido debido a un terremoto |
| 149 a. C.               | 9852         | Roma destruye Cartago y se convierte oficialmente en el imperio más grande de la Historia hasta ese momento |
| 113 a. C.               | 9888         | Se termina la construcción de la Gran Muralla China |
| 44 a. C.                | 9947         | Julio César es asesinado |
| 30 a. C.                | 9971         | Muerte de Cleopatra, última de los faraones egipcios, pondría fin a la historia del antiguo Egipto de tres milenios de duración.                                                                                             |
| 27 a. C.                | 9974         | El Senado Romano otorga a Octaviano el título de «Imperator Caesar Augustus», fin de la República romana y comienzo del Imperio romano                                                                                       |
| entre el 7 y el 4 a. C. | 9994         | Año del nacimiento de Jesús de Nazaret, mesías y dios de los cristianos. |
| 9                       | 10009        | Ocurre la batalla de Teutoburgo, en el que por primera vez los romanos sufren una aplastante derrota |
| 98                      | 10098        | Trajano se convierte en emperador de Roma, durante su reinado el Imperio alcanzará su máxima extensión territorial |
| 380                     | 10380        | Constantino I convierte al cristianismo en la religión oficial en el Imperio romano, mandará construir una gran basílica en Roma en su honor.                                                                                |
| 395                     | 10395        | División definitiva del Imperio romano en Occidente y Oriente |
| 476                     | 10476        | Caída del Imperio Romano de Occidente a manos de los bárbaros |
| 622                     | 10622        | Ocurre la Hégira (huida de Mahoma) |
| 732                     | 10732        | Batalla de Poitiers, en la que los francos derrotan a los musulmanes |
| 742                     | 10742        | Nacimiento de Carlomagno |
| 886                     | 10886        | Alfredo el Grande se convierte en rey de los anglosajones, será considerado el primer rey de Inglaterra |
| 1324                    | 11324        | Muerte del mercader y viajero italiano Marco Polo |
| 1347                    | 11347        | La pandemia de la peste negra, ocasionada por la bacteria Yersinia pestis, alcanza su punto álgido |
| 1440                    | 11440        | Johannes Gutenberg inventa la imprenta (inventada por el chino Bi Sheng en el año 1048 EC /11048) |
| 1452                    | 11452        | Nacimiento del artista renancentista Leonardo da Vinci |
| 1453                    | 11453        | Los turcos asedian la ciudad de Constantinopla, caída del Imperio Romano de Oriente. |
| 1492                    | 11492        | Cristóbal Colón desembarca en América |
| 1633                    | 11633        | Galileo afirma que la Tierra no es el centro del universo. |
| 1687                    | 11687        | Isaac Newton publica la Ley de Gravitación Universal. |
| 1789                    | 11789        | Estalla la Revolución francesa |
| 1837                    | 11837        | Comienzo de la Época Victoriana con la subida al trono británico de la reina Victoria. |
| 1914                    | 11914        | Comienzo de la Primera Guerra Mundial (1914-1918) |
| 1917                    | 11917        | Estalla la Revolución Rusa |
| 1939                    | 11939        | Comienzo de la Segunda Guerra Mundial (1939-1945) |
| 1945                    | 11945        | Estados Unidos detona dos bombas atómicas sobre la población civil de Hiroshima y Nagasaki |
| 1969                    | 11969        | El hombre llega a la Luna |
| 2025                    | 12025        | Año actual |